# Tapirus kabomani
Tapirus kabomani je jeden z pěti druhů tapírů. Jako samostatný druh byl popsán teprve v roce 2013, jeho platnost ale pozdější molekulárně-fylogenetické studie zamítly.

## Popis a chování
Jde o nejmenší druh tapíra, váží pouze kolem 110 kilogramů. Je dlouhý kolem 130 cm a vysoký kolem 90 cm. Dříve byl považován za tapíra jihoamerického. Druh se také vyznačuje menšími pohlavními rozdíly. Jde o samotářského živočicha. Je to býložravec.

## Výskyt
Vyskytuje se v Amazonii. Výskyt je zaznamenán reliktně, ale může žít i na jiných místech, vzhledem k tomu, že byl za samostatný druh uznán teprve v roce 2013 a ne všude je rozlišován od tapíra jihoamerického.

## Objev
Již v roce 1914 jej navrhl Theodore Roosevelt uznat za samostatný druh, neboť místní lovci rozpoznávali dva druhy tapírů. Samostatnost byla znovu navržena v roce 2003 na základě zkoumání lebky. Byl popsán v roce 2013. S tapírem jihoamerickým je však velice podobný a u mnohých populací tapírů není rozlišeno, o jaký druh se jedná. Od tapíra jihoamerického se oddělil před půl milionem let.

## Ochrana
Vzhledem k tomu, že mnohé populace nebyly rozlišeny, je početnost druhu neznámá. Proto je klasifikován v Červeném seznamu IUCN jako nevyhodnocený. Ohrožení pro něj představuje kácení lesů a ničení savan. Místní domorodci tapíry pravidelně loví.